# Brennisteinsalda
Brennisteinsalda – wulkan (855 m n.p.m.) położony w południowej Islandii w pobliżu Landmannalaugar.
Ostatnia erupcja w 1961 r.